# Krzysztof Krasowski
Krzysztof Zbigniew Krasowski (ur. 30 sierpnia 1955 w Gnieźnie, zm. 11 marca 2025 w Poznaniu) – polski prawnik, profesor nauk prawnych, specjalista w zakresie historii państwa i prawa, prawa wyznaniowego oraz historii nauki prawa, adwokat, prorektor Uniwersytetu im. Adama Mickiewicza (2008–2016).

## Życiorys
Absolwent Wydziału Filozoficzno-Historycznego Uniwersytetu im. Adama Mickiewicza w Poznaniu (1978) i Wydziału Prawa i Administracji UAM (1979). Kierownik Katedry Historii Ustroju Państwa Wydziału Prawa i Administracji UAM.
Członek Komitetu Redakcyjnego „Czasopisma Prawno-Historycznego”, rady naukowej „Przeglądu Prawa Wyznaniowego”, członek Polskiego Towarzystwa Prawa Wyznaniowego.
Od 2008 do 2016 prorektor UAM ds. kształcenia. Sprawował nadzór m.in. nad Collegium Polonicum w Słubicach.
Pochowany został 19 marca 2025 roku na cmentarzu junikowskim w Poznaniu.

## Publikacje
- Związki wyznaniowe w II Rzeczypospolitej. Studium historyczno-prawne, Warszawa-Poznań 1988.
- Episkopat katolicki w II Rzeczypospolitej. Myśl o ustroju państwa – postulaty – realizacja, Warszawa-Poznań 1992.
- Biskupi katoliccy II Rzeczypospolitej. Słownik biograficzny, Poznań 1996.
- Państwo a Kościół Katolicki w Polsce 1945–1955, Poznań 1997.
- Zarys dziejów Wydziału Prawa Uniwersytetu w Poznaniu 1919–2004 (współautor i redaktor), Poznań 2004.
- Wydział Prawno-Ekonomiczny Uniwersytetu Poznańskiego w latach 1919–1939, Poznań 2006.